# Обухова, Ольга Ивановна
О́льга Ива́новна О́бухова (род. 10 августа 1941, Ступино, Московская область) — российский журналист, писатель и переводчик, общественный деятель.
Дочь И. К. Замчевского. В 1961 году окончила Московский государственный институт международных отношений со специализацией по странам Запада (МГИМО). В 1964—1992 годах работала в Агентстве печати «Новости», была ответственным секретарем журналов, издававшихся АПН в Великобритании, Германии, Дании, Швеции. Выпускала еженедельную газету «Совьет уикли» (Soviet Weekly). Член Союза журналистов РФ. Лауреат премии Союза журналистов СССР «Золотое перо» и премии Союза журналистов России (1994).
Награждена Орденом Дружбы, медалью Ордена за заслуги перед Отечеством IV степени.
Автор книг на исторические темы и исторических путеводителей. Последняя книга в этой тематике — «Дания: исторический путеводитель» (г. Москва, издательство «Вече», 2009 год) — ISBN 978-5-9533-4149-3.
Автор любовных романов «Любовь по-страсбургски», «Синее пламя любви», «Легенды не умирают».
Соавтор книги «Россия—Дания: художники монарших дворов» (на русском и английском языках, выпущена в 2006 году к 250-летнему юбилею Российской академии художеств, предисловие Зураба Церетели).
Супруга видного российского дипломата Алексея Александровича Обухова.
В 1992—1996 г. работала в Дании. Принимала участие в работе «Фонда Романовых для России», сотрудничала с живущим в Копенгагене князем Димитрием Романовичем Романовым и живущим в Гштааде великим князем Николаем Романовичем Романовым — Главой Дома Романовых. Является членом Совета «Фонда Романовых для России».
Член партии «Единая Россия» по московскому району Якиманка. Ведет борьбу за жилищные и социальные права жителей, против точечной застройки и вырубки зеленых насаждений, против создания незаконных ТСЖ по подложным документам.
Во время выборов в Московскую городскую думу в октябре 2009 года являлась доверенным лицом кандидата в депутаты Инны Юрьевны Святенко, по итогам голосования вновь избранной депутатом Мосгордумы.